# Zračna luka Ohrid
Zračna luka Ohrid  (IATA: OHD, ICAO: LWOH) (makedonski: Аеродром Охрид, Aerodrom Ohrid), ili  "Aerodrom Ohrid " Sveti Pavao apostol"  je zračna luka u Ohridu, Sjeverna Makedonija. Zračna luka nalazi se 9 km od Ohrida, uzduž autoceste Struga-Kičevo-Skopje.